# Titanosuchus
Titanosuchus („Titánský krokodýl“) byl rod plaza z kladu Therapsida a z podřádu Dinocephalia, žijícího v období středního permu (před 270 až 260 milióny let) na území dnešní Jihoafrické republiky.

## Popis
Na délku měřil tento mohutný plaz kolem 2,5 metru. Měl vyboulenou podlouhlou lebku, ale ne tak výrazně jako například vzdáleně příbuzný rod Moschops. Pravděpodobně sloužila samcům k vnitrodruhovým soubojům, v úvahu ale přichází i jiná funkce. Nejbližším příbuzným titanosucha byl pravděpodobně rod Jonkeria.